# Saint-Évariste-de-Forsyth
Saint-Évariste-de-Forsyth è un comune del Canada, situato nella provincia del Québec, nella regione di Chaudière-Appalaches.